# Глобочник, Одило
Одило Лотарио Глобочник (нем. Odilo Lotario Globocnik; 21 апреля 1904, Триест, Австро-Венгрия — 31 мая 1945, Мёсслахер Алм, Патернион, Каринтия, Австрия) — государственный и политический деятель нацистской Германии австрийского происхождения, группенфюрер СС и генерал-лейтенант полиции (1942). Гауляйтер Вены (1938—1939). Уполномоченный рейхсфюрера СС по созданию структуры СС и концлагерей на территории Генерал-губернаторства (оккупированной Польши) (17 июля 1941 года — 31 января 1942 года), гауптберейхтслейтер (9 ноября 1941 года).
В его личном деле имелась такая характеристика: «Безрассудство и ухарство приводят его часто к нарушению установленных границ даже в рамках эсэсовского ордена».

## Биография
Этническое происхождение Глобочника описывается по-разному разными историками. У него скорее всего были словенские предки, возможно немецкие и венгерские. Он родился 21 апреля 1904 года в Триесте в семье офицера австрийской кавалерии в отставке Франца Глобочника (нем. Franc Globočnik), работавшего почтовым чиновником, он был родом из Ноймаркта (ныне Новы-Тарг). Его мать Анна Печинка (нем. Petschinka или нем. Anna Petschinka) была родом из Баната. Франц и Анна поженились 24 октября 1898 года недалеко от Постойны, в 35 километрах к северо-востоку от Триеста. Когда родился их единственный сын Одило обоим было по 34 года. В семье скорее всего культивировалась германизация.
Одило посещал начальную школу в Триесте с 1910 года и окончил военную среднюю школу в Санкт-Пельтене с 1915 по 1919 год. В 1923 году с отличием окончил Высшее ремесленное училище Клагенфурта, дипломированный инженер. Работал в строительных фирмах.
В 1919—1920 годах — член Каринтийской службы Родины. В 1922 году примкнул к национал-социалистическому движению в Австрии.
1 января 1931 года вступил в НСДАП (билет № 442 939), 1 сентября 1934 — в СС (билет № 292 776). В 1933 году — заместитель гауляйтера Каринтии. В 1933—1934 годах неоднократно арестовывался и содержался в тюрьме за политическую деятельность. В 1933 году бежал в Германию от обвинения в убийстве венского ювелира. В 1936 году вошел в состав высшего руководства НСДАП в Австрии, осуществлял связь между австрийскими нацистами и Центральным управлением в Мюнхене.
С 10 марта 1938 года — организационслейтер по вопросам объединения, с 13 марта — начальник штаба управления ландеслейтера Г. Клаусена. 15 марта 1938 года, перед аншлюсом Австрии, назначен статс-секретарём в правительстве Зейсс-Инкварта.
22 мая 1938 года назначен гауляйтером Вены и вскоре стал депутатом рейхстага. Его деятельность на посту гауляйтера включала в себя установление нацистских порядков в городе, массовое ограбление и изгнание евреев, а также аресты и депортации политических оппонентов в концентрационные лагеря. 
Деятельность Глобочника в Вене по преследованию оппозиции вызвала такое возмущение, что уже 30 января 1939 года он был обвинен в валютных махинациях, снят с поста гауляйтера и переведен в войска СС. С 9 ноября 1939 года — начальник СС и полиции округа Люблин. Одновременно с 17 июля 1941 года по 31 января 1942 года был личным представителем рейхсфюрера СС по созданию структуры управления СС и концлагерей (в том числе лагерей уничтожения) на территории генерал-губернаторства. Непосредственно руководил созданием лагерей смерти Белжец, Майданек и Собибор — в окрестностях Люблина, а также Треблинки. Участвовал в уничтожении Варшавского и Белостокского гетто (1943). 14 июля 1943 года возведён рейхсфюрером СС Гиммлером в ранг статс-секретаря.
16 августа 1943 года оставил пост в Люблине. 13 сентября 1943 года назначен высшим руководителем СС и полиции оперативной зоны Адриатического побережья (нем. HSSPF Adriatisches Kustenland). Его главной задачей стала борьба с партизанами, но он снова сыграл роль лидера в преследовании евреев, на этот раз — итальянских.
В конце войны с приближением союзных войск бежал в Каринтию (Австрия), в компании ближайших коллег поднялся в горы, укрывшись в альпийском домике близ Вайсензее, где 31 мая 1945 года Глобочник вместе со своим адъютантом Эрнстом Лерхом арестован англичанами. После ареста был доставлен в замок в Патернионе и там покончил жизнь самоубийством (раскусил спрятанную во рту ампулу с цианидом).

## В культуре
- Глобочник (Глобус) — главный отрицательный персонаж романа Роберта Харриса «Фатерлянд» на тему альтернативной истории. Он носит звание обергруппенфюрера СС и лично проводит операцию по ликвидации участников совещания по окончательному решению еврейского вопроса.
- В качестве малозначительного персонажа он появляется в романе Гарри Тертлдава «In the Presence of Mine Enemies».
- Глобочник появляется в романе Джонатана Литтелла «Благоволительницы».

## Награды
- Железный крест (1939) 2-го и 1-го класса
- Крест «За военные заслуги» 2-го и 1-го класса с мечами
- Немецкий крест в серебре (20 января 1945)
- Немецкий крест в золоте (7 февраля 1945)
- Нагрудный знак «За борьбу с партизанами» в серебре (17 сентября 1944)
- Орден Короны короля Звонимира 1-го класса со звездой и мечами (14 ноября 1944)
- Золотой почётный нагрудный знак Гитлерюгенда (15 мая 1944)
- Кольцо «Мёртвая голова»
- Почетная шпага рейхсфюрера СС